# Oceanactis
Oceanactis is een geslacht van zeeanemonen uit de klasse van de Anthozoa (bloemdieren).

## Soorten
- Oceanactis bursifera (Riemann-Zürneck, 2000)
- Oceanactis diomedeae (McMurrich, 1893)
- Oceanactis rhodactylus Moseley, 1877